# Xeneración Folk
Nuevu Folk Asturianu: Xeneración Folk son una serie de discos recopilatorios de grupos de música folk de Asturias. Son cuatro discos producidos por la discográfica L'Aguañaz entre el año 2000 y el año 2003.

## Grupos colaboradores

### En Vol.2[2]
- Folkgando[3]
- N'Arba

### En Vol.3[4][5]
- Corquiéu[6]
- Los Gatos del Fornu
- Llangres
- Llaimo
- Dubram
- La Vierbene

### En vol.4[7]
- Ú?
- Triba
- Gueta na Fonte
- Bron
- Niundes